# 500メートル球面電波望遠鏡

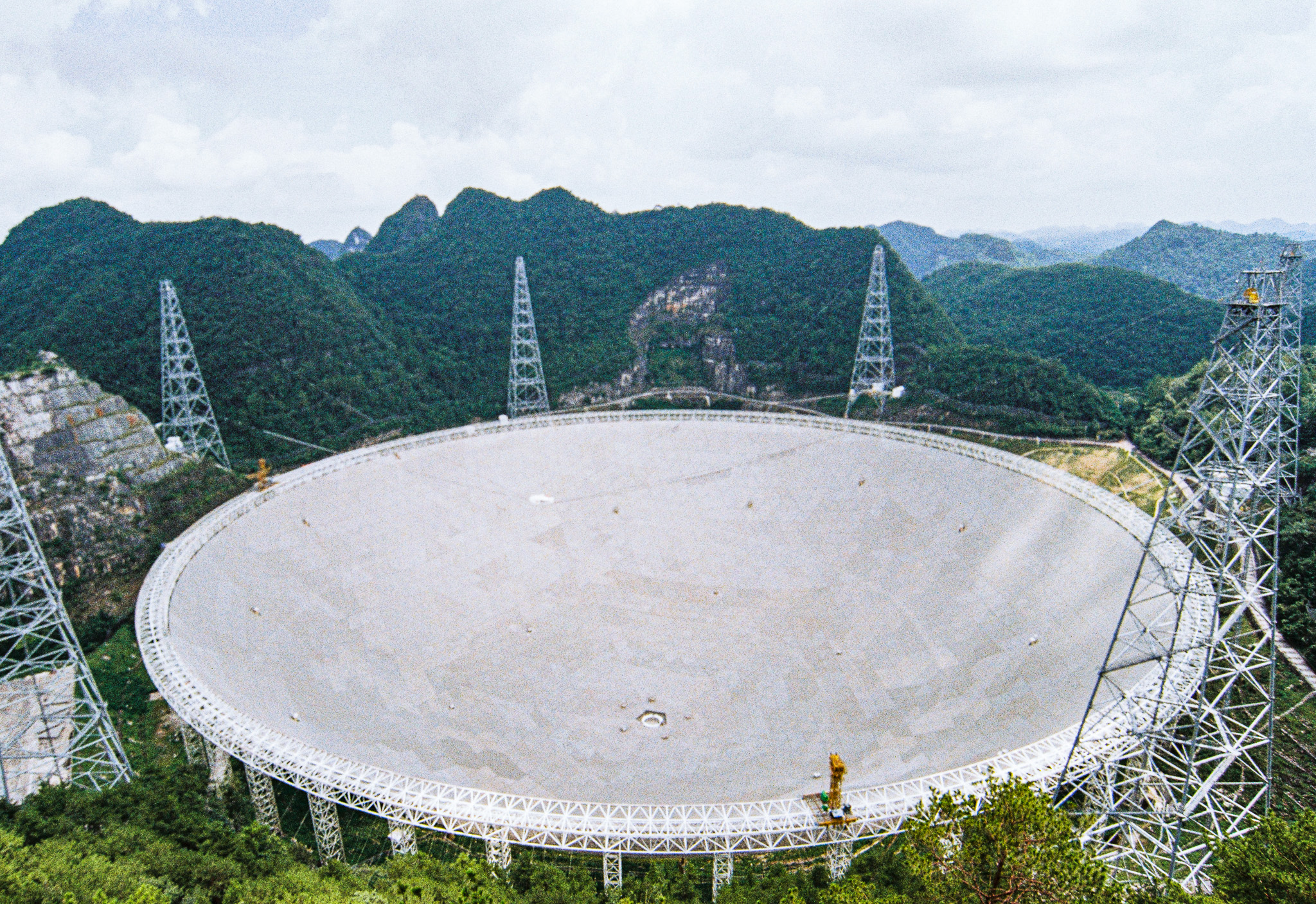
500メートル球面電波望遠鏡(FAST)

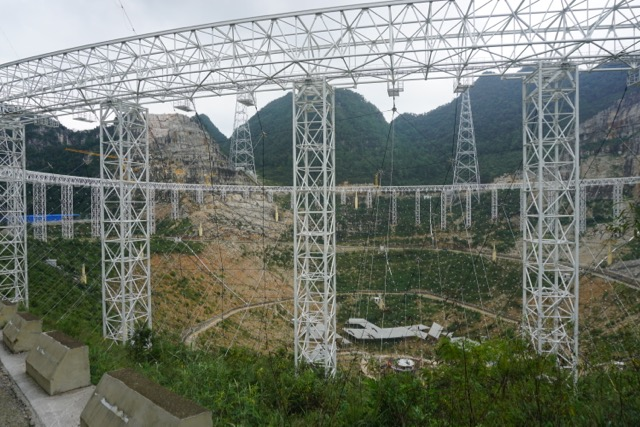
建造中のFAST、2015年9月

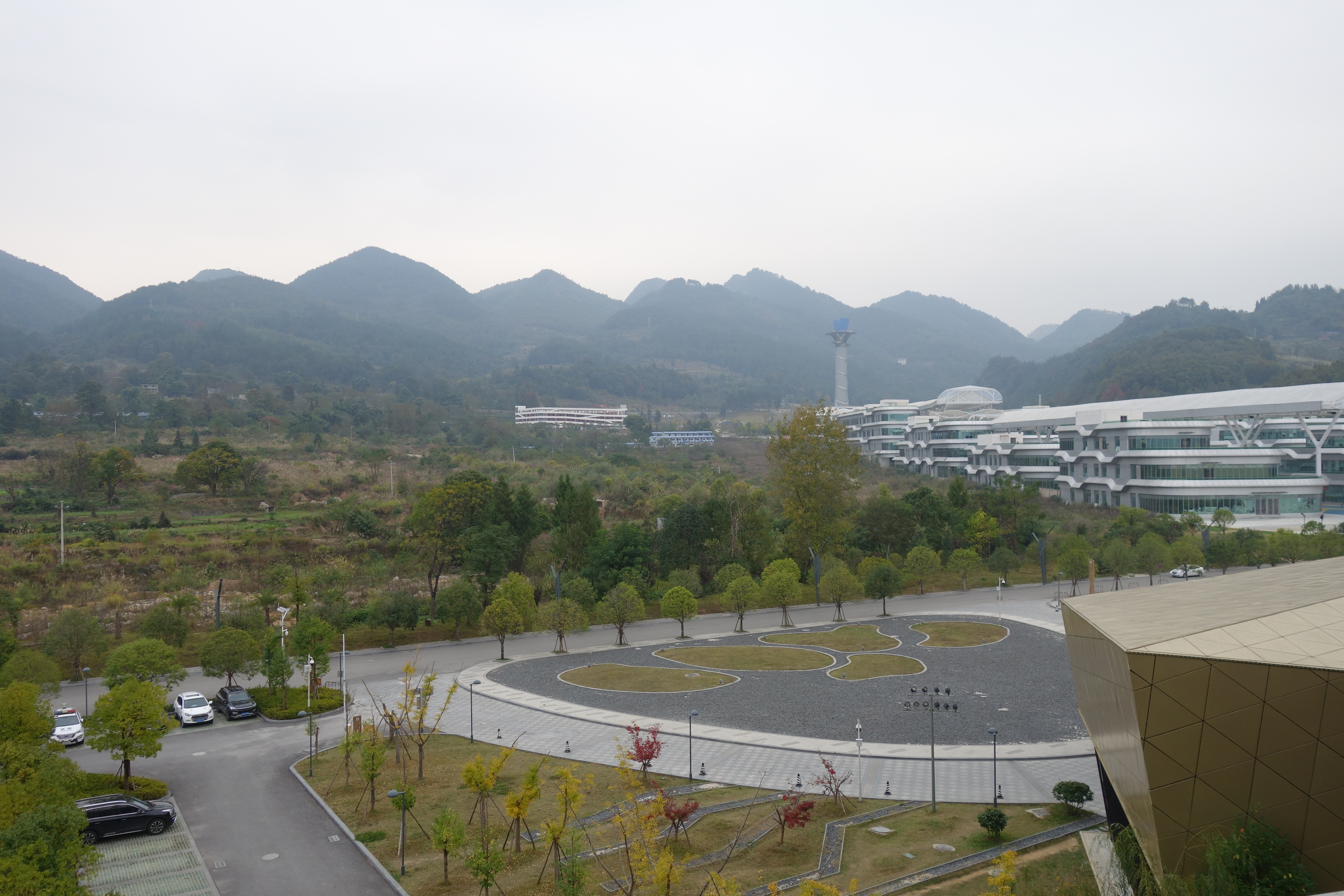
「緩衝圏」に建設された公園

大きさの比較
上: アレシボ天文台
中: FAST（天眼）
下: RATAN-600

500メートル球面電波望遠鏡（中国語: 五百米口径球面射电望远镜、FAST、Five-hundred-meter Aperture Spherical radio Telescope、通称: 天眼）は、中国南西部の貴州省黔南プイ族ミャオ族自治州平塘県にある、世界最大の電波望遠鏡。中国科学院国家天文台により建設された。中国で「天眼の父」と呼ばれている高名な満州族科学者である同天文台の南仁東が、この計画の責任者を務めた。建設費は約12億元といわれている。

## 概要
4,450枚（記事によっては4,600枚）の三角形の反射パネルを組み合わせ、固定球面鏡を形成し、望遠鏡直径は本望遠鏡完成まで世界最大であったアレシボ天文台(305メートル)を上回る500mである。
自然のくぼ地（大窩凼窪地） を利用して作られている。
球面鏡であり、受信機は500mの鏡面全体をカバーすることはできず、有効直径として機能するのは300m分である。地面に固定されているため、観測可能範囲は天頂から40度の範囲までである。観測周波数は0.3-5.1GHzを、指向精度は4秒角を見込んでいる。
施設の建設に際し、地上からの電波や光の干渉を取り除く為、周囲5kmに渡る「緩衝圏」と称すエリアが設定され、「緩衝圏」周辺には、観光客向けの博物館や宇宙をテーマにしたホテル及びレセプション施設が入る公園（総工費15億元と、望遠鏡施設より高い）が建設された。
中国科学院の白春礼院長がスピーチにおいて、この500メートル電波望遠鏡を鍋として利用し、チャーハンを作ったならば、全世界の人に茶碗4杯いきわたると述べた。これは、茶碗1杯を一合、世界人口を75億人とすると、使用するコメの量は450万トン、炊飯に使用する水の量を一合当たり200ミリリットルとすると600万立方メートルとなる。

## 計画から完成まで
1994年に計画が提案され、2008年10月に中華人民共和国国家発展改革委員会に承認され、12月26日、定礎式が開催された。
2011年3月に着工、2016年7月3日に最後の反射パネルがはめられ、工事が完了し、9月25日に稼動を開始した。翌26日、習近平党総書記が運用開始を祝賀し書簡を送ったと報じられた。2020年1月11日に調整を終え正式に稼働を始めた。なお内外の研究者への開放と共用が検討されている。

## 500メートル球面電波望遠鏡でなされた発見
- 2016年9月、試験観測で1350光年先のパルサーを発見した[12]。
- 2017年10月、6個のパルサーを発見した[13]。
- 2021年5月、201個のパルサーを発見した[14]。
- 2022年6月、初の持続的で活発的な高速電波バースト（FRB）を発見した[15]。

## 問題
望遠鏡と「緩衝圏」の建設にあたり、約1万人（報道によっては約9,000人）の住民の強制移住が行われた。このことについて、国営メディアの新華社は「（移転後は）より良い生活水準が期待できる」と報じるも、地元住民による訴訟も発生した。